# 스웨덴어 알파벳

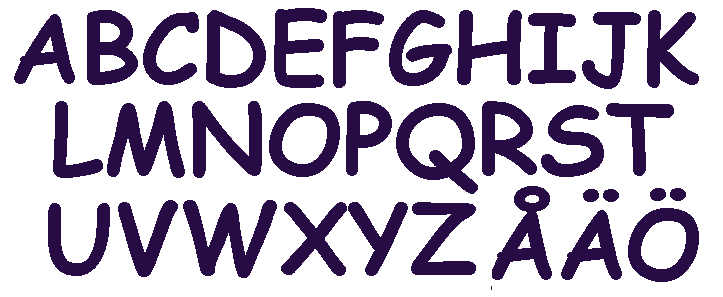

현대 스웨덴어는 29개의 알파벳을 가지고 있는데, 이중 26개가 라틴 알파벳이며, 'å', 'ä' 와 'ö'가 나머지 3개를 차지하고 있다. 이 3개의 알파벳은 알파벳 'z'다음으로 배열된다. 또한 움라우트가 포함된 'u'인 "ü"로 발음되는 외래어가 있는데, 이 문자가 표준 스웨덴어에선 쓰일 때는 'y'로 표기되고, 'à'나 'é'와 같은 문자는 'a'와 'e'로 표기된다.

## 설명
스웨덴어의 29개 알파벳은 수 십년동안 거의 바뀌지 않고 쓰이고 있다. 현대 라틴 알파벳에서 26개를 차용해 오며, 나머지 3개는 'å', 'ä'와 'ö'이다. 2006년까지, 'q'와 'w'는 거의 잘 쓰이지 않으며,  'v'와 'w'는 거의 'v'로 사용되어 차이가 없었다. ('w'는 독일어와 같은 게르만어파의 언어에서 쓰였고, 'v'는 스페인어나 이탈리아어같은 이탈리아어파의 언어에서 쓰였다.) 1801년에 제정된 철자법에선 외래어를 제외한 단어에서 'v'를 사용하기로 하였다. 1889년 전까지만 해도 스웨덴어에서는 'q'가 'k'보다 자주 쓰였지만, 'k'로 바뀌며, 'q'와 'w'의 사용이 줄어들었다. 모음에 움라우트나 링이 붙은 3개의 모음은 'z' 다음에 배열되며, 스웨덴어 사전에서도 'z'뒤에 배열된다.
| 대문자 |   |   |   |   |   |   |   |   |   |   |   |   |   |   |   |   |   |   |   |   |   |   |   |   |   |   |   |   |
| A      | B | C | D | E | F | G | H | I | J | K | L | M | N | O | P | Q | R | S | T | U | V | W | X | Y | Z | Å | Ä | Ö |
| 소문자 |   |   |   |   |   |   |   |   |   |   |   |   |   |   |   |   |   |   |   |   |   |   |   |   |   |   |   |   |
| a      | b | c | d | e | f | g | h | i | j | k | l | m | n | o | p | q | r | s | t | u | v | w | x | y | z | å | ä | ö |

## 알파벳 이름
- A, a: /ɑː/ (아)
- B, b: /beː/ (ㅂ)
- C, c: /seː/ (ㅅ)
- D, d: /deː/ (ㄷ)
- E, e: /eː/ (에)
- F, f: /ɛf/ 정확하진 않지만 'ㅍ'랑 비슷함
- G, g: /ɡeː/ (ㄱ)
- H, h: /hoː/ (ㅎ)
- I, i: /i/ (이)
- J, j: /jiː/ (조금더 긴 이)
- K, k: /kʰoː/ (ㅋ)
- L, l: /ɛl/ (ㄹ)
- M, m: /ɛm/ (ㅁ)
- N, n: /ɛn/ (ㄴ)
- O, o: /uː/ (우)
- P, p: /pʰeː/ (ㅍ)
- Q, q: /kʰʉː/ (ㅋ)
- R, r: /ær/; 핀란드에서 /æʀ/; 노르웨이, 덴마크에서 /æʁ/ (ㄹ)
- S, s: /ɛs/ (ㅅ)
- T, t: /tʰeː/ (ㅌ)
- U, u: /ʉː/ (위, 불어의 u와 비슷함)
- V, v: /veː/ (ㅂ)
- W, w: /ˈdɵbːəlˈveː/ (ㅂ)
- X, x: /ɛkʰs/ (ㅅ)
- Y, y: /yː/ (위)
- Z, z: /ˈsɛːtʰa/ (ㅈ)
- Å, å: /oː/ (오)
- Ä, ä: /ɛː/ (애)
- Ö, ö: /øː/ 정확하진 않지만 '외'와 비슷함

## 같이 보기
- 스웨덴어
- 라틴 알파벳
- 키릴 알파벳
- 그리스 알파벳
- 알파벳